# Bestovje
Bestovje is een plaats in de gemeente Sveta Nedelja in de Kroatische provincie Zagreb. De plaats telt 2261 inwoners (2001).